# Козлов, Алексей Петрович
Алексе́й Петро́вич Козло́в (бел. Аляксей Пятровіч Казлоў; род. 11 июля 1989, Минск) — белорусский футболист, защитник.

## Карьера

### Клубная
Воспитанник школы «Минска». В 2008 году перешёл в «Торпедо-БелАЗ». Со временем закрепился на позиции флангового защитника. В сезоне 2013 года был вытеснен Алексеем Панковцом и Анри Хагушем и стал играть на фланге полузащиты.
В январе 2014 года перешёл в «Белшину». Играл на позиции левого защитника, иногда выходил на флангах полузащиты. По окончании сезона 2014 хотел покинуть Бобруйск. В январе 2015 года находился на просмотре в казахстанском «Жетысу», но безуспешно. В феврале вернулся в «Белшину», где начал сезон 2015. Оставался основным защитником команды, в июне не играл из-за травмы.
13 февраля 2016 подписал соглашение с минским «Динамо». Дебютировал за столичный клуб в матче с солигорским «Шахтёром», выйдя на замену в добавленное время второго тайма (0:0). Пропустил большую часть сезона 2016 из-за травмы. В декабре по окончании контракта покинул столичный клуб.
В декабре 2017 года стал игроком новополоцкого «Нафтана». Начинал сезон в качестве основного игрока команды, выступал на позиции левого или правого защитника, во второй половине сезона из-за травм стал реже появляться на поле. По окончании сезона покинул «Нафтан» и в начале 2018 года присоединился к «Орше», которую покинул в августе того же года.
В июле 2020 года по результатам дела о договорных матчах был осуждён на два года колонии строгого режима.

### В сборной
Участник Олимпийских игр 2012 в Лондоне. Выступал за юношескую и молодёжную сборные Беларуси.

## Личная жизнь
Образование средне-специальное. Женат Есть дочь.